# Iwo Pawłowski

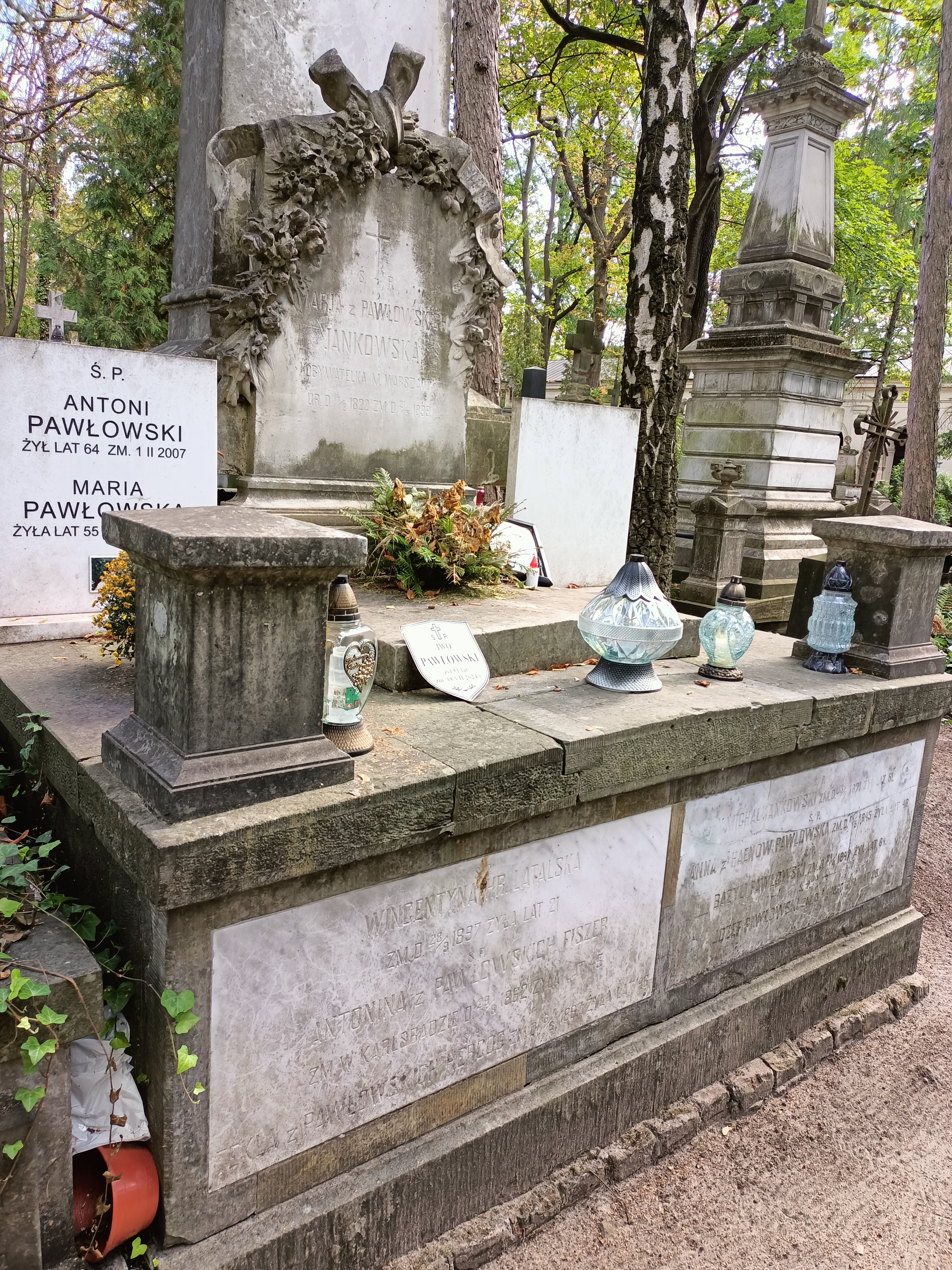
Grób aktora Iwo Pawłowskiego na cmentarzu Powązkowskim

Iwo Pawłowski (ur. 14 października 1972, zm. 18 lipca 2024) – polski aktor. Ze względu na swój niski wzrost (120 cm), związany z karłowatością, był angażowany do charakterystycznych ról w filmach i serialach telewizyjnych. Brał udział w programie Szymon Majewski Show.
Zmarł 18 lipca 2024. Został pochowany na Starych Powązkach w Warszawie.

## Filmografia
- 2002 Yyyreek!!! Kosmiczna nominacja jako Ufol
- 2002 Wiedźmin jako mieniak Dudu
- 2004 Stacyjka jako siostra Józefa
- 2004 Świat według Kiepskich jako Marcello
- 2008 Lejdis jako karzeł z tubą
- 2009 Idealny facet dla mojej dziewczyny jako nagi karzeł
- 2010–2011 Usta usta jako Leon „staruszek”
- 2011 Aida jako Gienio (odc.7)